# Ácido tridecanoico
El ácido tridecanoico, o ácido tridecílico es un ácido graso  saturado de fórmula química CH3 (CH2) 11COOH.
Esta clasificación, deriva del hecho de no poseer enlaces dobles entre carbonos.
Al ser un ácido de cadena media, con una importante región hidrófoba, es menos soluble en agua que aquellos ácidos grasos de cadena corta.
Comúnmente, se lo puede encontrar en los productos lácteos.
En la leche, el porcentaje de ácido tridecanoico es de 0,1, lo cual constituye un valor considerablemente bajo comparado con el ácido palmítico (27,5%), o el ácido oleico (23%).